# فهرست تاریخ‌نگاران مسلمان
فهرست تاریخ نگاران مسلمان شامل تاریخ نگارانی است که به شکل سنتی جزو تاریخ نگاران اسلامی محسوب می‌شدند. دوره تاریخ‌نگاری اسلامی از عصر محدثان در زمان خلفای اولیه شروع شد. فهرست حاضر بر تاریخ نگاران ما قبل مدرن یعنی قبل از قرن نوزدهم میلادی تمرکز کرده است. دوره‌ای که تاریخ‌نگاری اسلامی هنوز تحت نفوذ گسترده مستشرقان قرار نگرفته بود.

## فهرست بر اساس چینش زمانی

### تاریخ نگاران عصر آغازین
قرن اول۱ - ۱۰۰ ه.ق
- عروة بن زبیر(م ۹۴ ه.ق): نخستین کسی که تاریخی درباره مغازی (جمع مغزی (نبرد)؛ جنگ های محمد بن عبدالله) نوشت
- ابان بن عثمان (م ۹۵ - ۱۰۵ ه.ق): دومین مغازی نویس

قرن دوم۱۰۰ - ۲۰۰ ه.ق
- وهب بن منبه (م ۱۱۰ ه.ق): علاوه بر اساطیر و قصص عهد عتیق و تواریخ انبیاء، در سیره نیز مطالبی نوشت
- سراحبیل بن سعد (م ۱۲۳ ه.ق):
- ابن شهاب زهری (م ۱۲۴ ه.ق): نخستین کسی که سیره را به ترتیب وقوع حوادث تاریخی ثبت کرد
- عبدالله بن مقفع (م ۱۴۲ ه.ق): مترجم خداینامه از پهلوی به عربی
- محمد بن اسحاق (م ۱۵۱ ه.ق): نویسنده نخستین سیره کامل نبوی باقی مانده

آثار نویسندگان قرن اول و دوم هجری از بین رفته‌اند اما در منابع متاخر به آثار آنها ارجاع داده شده است.
قرن سوم۲۰۰ - ۳۰۰ ه.ق
- محمد بن عمر واقدی (م ۲۰۷ ه.ق): نویسنده کتاب های المغازی، فتوح الشام، فتوح العجم و فتح مصر و اسکندریه
- میثم بن عدی طائی (م ۲۰۷ ه.ق)
- علان شعوبی (م ۲۱۴ ه.ق)
- عبدالملک بن هشام حمیری (م ۲۱۸ ه.ق)
- ابوالحسن علی بن محمد بصری مدائنی (م ۲۲۵ ه.ق)
- محمد بن سعد زهری (م ۲۳۰ ه.ق): نویسنده کتاب الواقدی و الطبقات الکبری
- خلیفه بن خیاط (م ۲۴۰ ه.ق)
- هشام کلبی (م ۲۴۰ ه.ق)
- محمد بن حبیب بغدادی (م ۲۴۵ ه.ق)
- ابن قتیبه دینوری (م ۲۷۶ ه.ق)
- احمدبن یحیی بلاذری (م ۲۷۹ ه.ق)
- ابوحنیفه دینوری (م ۲۸۰ یا ۲۹۰ ه.ق)
- یعقوبی (م ۲۸۴ ه.ق) نویسنده کتاب تاریخ یعقوبی
- ابن خردادبه (م ۳۰۰ ه.ق)

قرن چهارم۳۰۰ - ۴۰۰ ه.ق
- محمد بن جریر طبری (م ۳۱۰ ه.ق) نویسنده کتاب تاریخ الأمم و الملوک (کتاب تاریخ طبری)
- ابن اعثم (م ۳۱۴ ه.ق) نویسنده کتاب الفتوح
- * ابومحمد الحسن الهمدانی (م. ۳۳۳ - ۳۳۴ ه.ق)
- علی بن حسین مسعودی (م ۳۴۵ ه.ق)
- ابوبکر محمد نرشخى (م ۳۴۸ ه.ق)
- حمزه اصفهانی (م ۳۵۰ ه.ق)
- ابوعبدالله تمیمی (م ۳۸۰ ه.ق)
- ابوعلی بلعمی (م ۳۸۳ ه.ق)

قرن پنجم۴۰۰ - ۵۰۰ قمری
- حسن بن محمد قمی (م ۴۰۶ ه.ق)
- ابوعلی مسکویه (م ۴۲۱ ه.ق)
- ابومنصور عبدالملک بن محمد نیشابوری (م ۴۲۵ ه.ق)
- ابوریحان بیرونی (م ۴۴۰ ه.ق)
- عبدالحی بن ضحاک بن محمود گردیزی (م ۴۴۰ ه.ق)
- خواجه نظام الملک طوسی (م ۴۶۵ ه.ق)
- ابوالفضل بیهقی (م ۴۷۰ ه.ق)

### تاریخ نگاران دوره کلاسیک

#### ایران و عراق
- ابوبکر بن یحیی الصولی
- المسعودی (۹۵۵ میلادی) نویسنده کتاب مروج الذهب
- سنان بن ثابت (۹۷۶ میلادی
- ابوحامد صاغانی (۹۹۰ میلادی) یکی از قدیمی‌ترین مورخان علم
- ابن مسکویه (۱۰۳۰ میلادی) نویسنده کتاب تجارب الامم
- العتبی(تاریخ یمینی) (۱۰۳۶ میلادی)
- هلال بن محسن الصابی (۱۰۵۶ میلادی)
- خطیب البغدادی (۱۰۷۱ میلادی) نویسنده کتاب تاریخ البغداد
- ابوالفضل بیهقی (۹۹۵–۱۰۷۷ میلادی) نویسنده کتاب تاریخ مسعودی (معروف به کتاب تاریخ بیهقی)
- ابن جوزی (۱۲۰۱میلادی)
- ابن الاثیر (۱۱۶۰–۱۲۳۱ میلادی) نویسنده کتاب الکامل فی التاریخ
- محمد بن علی الراوندی (۱۲۰۴) نویسنده کتاب راحة الصدور (تاریخ امپراتوری بزرگ سلجوقیان تا انشعاب سلجوقیان به شاخه‌های کوچکتر)
- محمد العوفی (۱۲۴۲ میلادی)
- سبط ابن الجوزی (۱۲۵۶ میلادی)
- حمدالله مستوفی (۱۲۸۱)
- ابن بی بی
- عطاملک جوینی (۱۲۳۸ میلادی)
- ابن طقطقی (۱۳۰۲)
- ابن فوطی
- وصاف
- رشید الدین همدانی (۱۳۹۸ میلادی) نویسنده کتاب جامع التواریخ
- شرف الدین یزدی (۱۴۵۴ میلادی
- میرخواند (۱۴۹۸ میلادی) نویسنده کتاب روضة الصفا

#### مصروفلسطینوسوریه
- المقدسی (۱۰۰۰ میلادی)
- ظهیر الدین نیشابوری
- المصبحی
- ابن القلانسی (۱۱۶۰میلادی)
- ابن عساکر (۱۱۷۶ میلادی)
- اسامه بن المنقذ (۱۱۸۸ میلادی)
- عماد الدین اصفهانی (د. ۱۲۰۱)
- عبدالطیف البغدادی (۱۲۳۱ میلادی)
- بهاء الدین بن شداد (۱۲۳۵ میلادی) نویسنده کتاب النوادر السلطانیه و المصابیح الیوسفیه (کتابی گرانبها در مورد تاریخ سلطان صلاح الدین)
- سبط بن الجوزی (۱۲۵۶ میلادی) نویسنده کتاب مرأة الزمان
- ابن العدیم (۱۲۶۲ میلادی)
- ابو شما (ترجمه نامشخص)
- ابن خلکان (۱۲۸۲ میلادی)
- ابوالفداء (۱۳۳۱ میلادی)
- النویری (۱۳۳۲ میلادی)
- المزی (۱۳۴۱ میلادی)
- شمس الدین الذهبی (۱۳۴۸ میلادی) نویسنده کتاب تاریخ الإسلام
- ابن الکثیر (۱۳۷۳ میلادی) نویسنده کتاب البدایة و النهایة
- ابن الفرات (۱۴۰۵ میلادی)
- المقریزی (۱۴۴۲ میلادی)
- ابن حجر عسقلانی (۱۴۴۹ میلادی)
- العینی (۱۴۵۱ میلادی)
- ابن تغری (۱۴۷۰ میلادی) نویسنده کتاب النجوم الزاهره فی ملوک المصر و القاهرة (تاریخ مصر)
- السخاوی (۱۴۹۷ میلادی)
- السیوطی (۱۵۰۵ میلادی) نویسنده کتاب تاریخ الخلفاء
- مجیر الدین العُلیمی (۱۵۲۲ میلادی)